# انتون اولسن
انتون اولسن (به دانمارکی: Anthon Olsen) (۱۴ سپتامبر ۱۸۸۹ – ۱۷ مارس ۱۹۷۲) بازیکن فوتبال اهل دانمارک بود.
وی به‌همراه تیم ملی فوتبال دانمارک به مدال نقره در بازی‌های المپیک تابستانی ۱۹۱۲ رسیده‌است.